# 폐막식

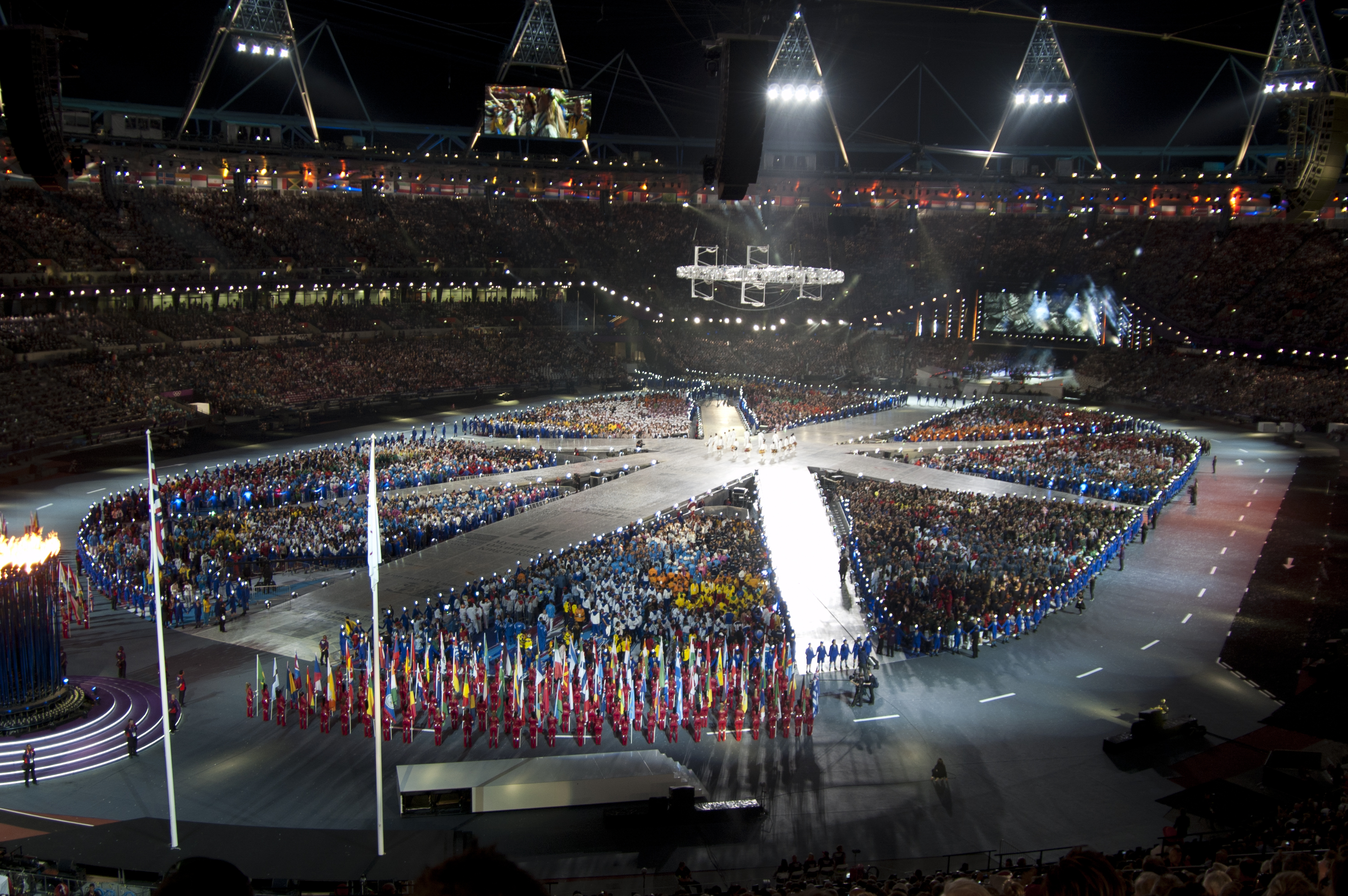
2012년 하계 올림픽 폐막식의 일부

폐막식(閉幕式) 또는 폐회식(閉會式)은 행사나 대회의 모든 일정이 종료되었을 때 열리는 식이다. 주로 행사의 마지막 날 또는 마지막 날 다음날 열린다. 폐회식에는 폐회 선언 · 국기 게양 · 표창식 등이 진행된다. 연주 · 합창 등을 하는 경우도 있다. 올림픽에서는 성화의 소화가 이루어진다.

## 같이 보기
- 전국체육대회 폐막식
- 올림픽 폐막식
- 개막식